# Габриелян, Эдуард Аршакович
Эдуа́рд Арша́кович Габриеля́н (арм. Էդուարդ Գաբրիելյան, 16 августа 1941, Ереван) — армянский политический и государственный деятель.
- 1968 — окончил Ереванский политехнический институт. Инженер-строитель.
- 1959—1965 — работал мастером на художественно-промышленном комбинате театрального общества Армении, в 1965—1967 — главный инженер, в 1967—1974 — исполняющий обязанности директор, затем в 1974—1976 — директор.
- 1976—1996 — был генеральным директором ПО «Армсамоцветы».
- С 2000 — председатель совета директоров ОАО «Ереванский микроавтобусный УАЗ», председатель ЗАО «Ереванский УАЗ».
- 2003—2006 — депутат парламента. Член партии «Оринац Еркир».
- С 25 мая 2006 — вновь депутат парламента. Член постоянной комиссии по государственно-правовым вопросам. Беспартийный.